# Virudhunagar
Virudhunagar (en tamil:  ) es una localidad de la India capital del distrito de Virudhunagar, estado de Tamil Nadu.

## Geografía
Se encuentra a una altitud de 107 m.s.m. a 464 km de la capital estatal, Chennai, en la zona horaria UTC +5:30.

## Demografía
Según estimación 2010 contaba con una población de 71 258 habitantes.